# NGC 5894
NGC 5894 é uma galáxia espiral barrada (SBm) localizada na direcção da constelação de Draco. Possui uma declinação de +59° 48' 31" e uma ascensão recta de 15 horas, 11 minutos e 40,9 segundos.
A galáxia NGC 5894 foi descoberta em 25 de Maio de 1788 por William Herschel.